# Dorema glabrum
Dorema glabrum là một loài thực vật có hoa trong họ Hoa tán. Loài này được Fisch. & C.A.Mey. mô tả khoa học đầu tiên năm 1835.